# Clubiona hoffmanni
Clubiona hoffmanni là một loài nhện trong họ Clubionidae.
Loài này thuộc chi Clubiona. Clubiona hoffmanni được Ehrenfried Schenkel-Haas miêu tả năm 1937.